# Bidonì
Bidonì é uma comuna italiana da região da Sardenha, província de Oristano, com cerca de 159 habitantes. Estende-se por uma área de 11 km², tendo uma densidade populacional de 14 hab/km². Faz fronteira com Ghilarza, Nughedu Santa Vittoria, Sedilo, Sorradile.